# والتر جاي ويل
والتر جاي ويل (بالإنجليزية: Walter J. Will)‏ هو عسكري أمريكي، ولد في 1922 في بيتسبرغ في الولايات المتحدة، وتوفي في 30 مارس 1945 في ألمانيا.